# Зелени анђео
Зелени анђео је пост-апокалиптични роман за младе који је написала Алис Хофман. Прича о изолацији једне девојчице, њеној патњи и постепеном опоравку након што је њена породица погинула у катастрофалном пожару. Има елементе магичног реализма и дистопијске фикције. Уследио је наставак, Зелена вештица, 2010. године, и компилација оба романа, након које је објављено Зелено срце, 2012. године.

## Ликови у "Зеленом анђелу"
- Зелена, главна јунакиња (после пожара и пре излечења, себе назива Пепео

Зелена има дугу тамну косу и за себе каже да више воли биљке и камење од људи. Воли породичну башту, не цени себе и зна медицинску употребу многих биљака. Да би прикрила свој бол, она поприма нови идентитет - Пепео, одсеца косу, носи шал од трња, тешку јакну и очеве чизме са клинцима. Често се тетовира иглама и мастилом. На крају је цело њено тело прекривено црним ружама, виновом лозом, гавранима итд. Кад јој стара сусетка каже да погледа изблиза, открива да је мастило заправо зелено. Тетоваже почињу да мењају боју како расте и зараста од бола, цвеће постаје онакво какво је било у њеним сновима. Полу-срце у близини њеног сопственог срца у центру постаје црвено.
- Аурора је сестра Зелене, која је у сновима посећује. Аурора је њена супротност, млада девојка која је била слободна и весела. Смејала се и плесала и веома је шармирала друге. Зеленој највише недостаје након што је пожар усмртио целу њену породицу. У сновима Зелене, Аурора се понекад појављује као старија верзија себе (у годинама Зелене), али Зелена схвата да Аурора никада неће бити старија. Прихвата Аурорину смрт и губитак породице. У њеним сновима, Аурора је понекад није могла препознати (то је било само кад је постала Пепео).
- Мајка и отац, родитељи Зелене који умиру у пожару. Прича о њима не говори детаљно као о Аурори. Отац је био „искрен и снажан“, а мајка нежна и „сакупљала је перје плаве шојке, више их волећи од својих бисера“. Зелена открива да ће јој мајка на 16. рођендан поклонити бисере.
- Старица, комшиница која помаже Зеленој да оздрави. Аурора и Зелена некада су крале златне јабуке од ове старице. Зелена у почетку претпоставља да је жена мрзи, али у стварности није тако. Зелена почиње редовно да посећује кућу старе даме. Сваки пут кад је посети, жена је пита како се зове. У свакој прилици, осим последње, она одговара да се зове Пепео.
- Дијамант, пријатељ који помаже Зеленој да оздрави. Он је тихи дечак који једног дана дође у њену кућу. Један је од ретких људи којима Зелена верује. Готово никад не говори, али чини се да га Зелена савршено разуме. Док је боравио са њом, он чисти њену башту, верујући да ће расти, и слика портрет Зелене. На крају одлази да тражи своју мајку. Била је у пожару, али он не верује да је мртва. Зелена и Дијамант деле пољубац пре његовог одласка. Он има другу половину тетоваже пола срца Зелене.
- Хедер Џонс, бивша школска другарица Зелене, на коју је Зелена била врло љубоморна, пошто је била веома лепа. Након страшног пожара, Хедер се придружује групи тинејџера који су одлучни да забораве све што се догодило у пожару. Ови тинејџери ноћу пију, краду и играју око ватре ноћу. Међутим, постаје јасно да Хедер ово не може да поднесе и наставља да губи свој изглед и личност сваки пут кад је Зелена сретне. Зелена јој често оставља храну. Једног дана, Зелена и остали тинејџери схвате да нема Хедер па је траже. Касније неки од тинејџера кажу да је она пала у ватру. Сви прихватају да Хедер напокон нема, остављајући успомене иза себе.